# Station Chestfield & Swalecliffe
Chestfield & Swalecliffe is een spoorwegstation van National Rail in Swalecliffe, Canterbury in Engeland. Het station is eigendom van Network Rail en wordt beheerd door Southeastern. Het station is geopend in 1930.